# The Cat Creeps
The Cat Creeps este un film de groază american din 1930, regizat de Rupert Julian. Rolurile principale sunt interpretate de actorii Helen Twelvetress și Raymond Hackett.

## Distribuție
- Helen Twelvetress - Annabelle West
- Raymond Hackett - Paul
- Neil Hamilton - Charles Wilder
- Lilyan Tashman - Cicity
- Jean Hersholt - dr. Patterson
- Montagu Love - Hendricks
- Lawrence Grant - Crosboy
- Theodore von Eltz - Harry Blythe
- Blanche Friderici - Mam's Pleasant
- Elizabeth Patterson - Susan

## Legături externe
- The Cat Creeps la Internet Movie Database

## Vezi și
- 1930 în film